# Communauté d'agglomération Rodez Agglomération
La communauté d'agglomération Rodez Agglomération est une communauté d'agglomération, structure intercommunale française, située dans le département de l'Aveyron et la région Occitanie.

## Histoire
L'intercommunalité Rodez Agglomération, créé le 25 août 1964 sous le statut d'un district, s'est transformée en communauté d'agglomération en décembre  1999,. Le conseil de communauté décide d'abandonner dans le courant de l'année 2015 l'ancienne dénomination « communauté d'agglomération du Grand Rodez », jugée trop pédante, et en adopte une nouvelle : « Rodez Agglomération », à l'image de nombreuses autres structures intercommunales qui ont également adopté ce type de formulation.
Elle s'est dotée en février 2001, d'un conseil de développement, assemblée consultative composée de 70 membres qui représentent l'ensemble de la société civile et qui a pour but de réfléchir au projet d'agglomération[réf. nécessaire].
Le 1er janvier 2014, Baraqueville, Manhac et Camboulazet, jusqu'alors membres de la communauté de communes du Pays Baraquevillois, intègrent la communauté d'agglomération. Ces mêmes communes quittent l'agglomération le 1er janvier 2016.
Le 1er janvier 2017, le périmètre de l'intercommunalité s'étend à l'ensemble de la commune nouvelle de Druelle Balsac.

## Territoire communautaire

### Géographie
Prospère et dynamique, l'agglomération ruthénoise s'affirme comme un espace de vie dynamique au cœur du triangle dessiné par Clermont-Ferrand, Toulouse et Montpellier. La force d'attraction de ces grandes métropoles régionales constitue aujourd'hui une concurrence très forte. La coopération étroite, instaurée très tôt entre les huit communes qui composent Rodez Agglomération, a permis de porter l'agglomération à un fort niveau d'équipements dans de nombreux domaines, malgré la petite taille de cette communauté d'agglomération.
- Premier bassin d'emploi du département et 5e bassin d'emploi de Midi-Pyrénées.
- 2e rang en Midi-Pyrénées pour son taux de croissance.
- 2e rang en Midi-Pyrénées après le Sicoval pour son faible taux de chômage (7,4 %, Insee 2009)[6].
- Principaux secteurs : industries agroalimentaire, du bois, de la mécanique, services aux personnes et aux entreprises, technologies de l'information et de la communication.
- Grandes enseignes commerciales et développement constant pour éviter l'« exode commercial ».
- Une zone aéroportuaire importante : l'aéroport de Rodez-Aveyron.
- Un office de tourisme communautaire : Office de tourisme du Grand Rodez.
- Nombreuses administrations d'État en Aveyron (départementales).
- Un patrimoine naturel et culturel, important et remarquablement préservé.
- Quatre grands équipements de spectacle vivant : l'Amphithéâtre, la MJC de Rodez, la MJC et le théâtre d'Onet-le-Château « La Baleine ».
- Trois Musées de France : le musée des beaux-arts Denys-Puech, le musée Fenaille (musée d'archéologie et d'histoire) et le musée Soulages (musée d'art contemporain).
- Quatre médiathèques (Rodez, Onet-le-Château, Luc-la-Primaube, Olemps).
- De grands équipements sportifs et de loisirs (golf, centre équestre, complexe sportif de Vabre, piscines, gymnase-dojo).
- 250 associations qui animent sa vie sportive, culturelle et de loisirs.

### Composition
La communauté d'agglomération est composée des 8 communes suivantes :

| Nom               | Code Insee | Gentilé         | Superficie (km2) | Population (dernière pop. légale) | Densité (hab./km2) |
| ----------------- | ---------- | --------------- | ---------------- | --------------------------------- | ------------------ |
| Rodez (siège)     | 12202      | Ruthénois       | 11,18            | 24 136 (2022)                     | 2 159              |
| Druelle Balsac    | 12090      |                 | 51,25            | 3 179 (2022)                      | 62                 |
| Luc-la-Primaube   | 12133      | Luco-Primaubois | 26,85            | 6 054 (2022)                      | 225                |
| Le Monastère      | 12146      | Monastériens    | 6,73             | 2 301 (2022)                      | 342                |
| Olemps            | 12174      | Olympiens       | 12,79            | 3 531 (2022)                      | 276                |
| Onet-le-Château   | 12176      | Castonétois     | 40,2             | 12 062 (2022)                     | 300                |
| Sainte-Radegonde  | 12241      | Radegondais     | 30,48            | 1 774 (2022)                      | 58                 |
| Sébazac-Concourès | 12264      | Sébazacois      | 25,82            | 3 266 (2022)                      | 126                |

### Démographie
| 1968   | 1975   | 1982   | 1990   | 1999   | 2010   | 2015   | 2021   |
| ------ | ------ | ------ | ------ | ------ | ------ | ------ | ------ |
| 35 398 | 41 902 | 46 618 | 48 813 | 49 433 | 53 311 | 55 356 | 56 131 |

### Économie
Emplois
|      | Agriculture | Industrie | Tertiaire | Construction |
| ---- | ----------- | --------- | --------- | ------------ |
| 2015 | 4,00 %      | 6,10 %'   | 79,6 %    | 10,2 %       |
| 1999 | 1,70 %      | 15,80 %   | 76,70 %   | 5,80 %       |

Le taux d'activité des 15-64 ans s'élève en 2018 à 73,8 %, inférieur au taux départemental (75,2 %) mais supérieur au taux régional (72,9 %).
Chômage
Le taux de chômage de Rodez Agglomération des personnes de 15 à 64 ans  s'élève en 2018 à 9,2 %, inférieur au taux de chômage départemental (9,4 %), et inférieur au taux de chômage régional (14,6 %).
Revenus
Les habitants du Grand Rodez ont un revenu disponible par unité de consommation médian supérieur en 2018 (22 240 €) supérieur à celui des habitants du département (20 850 € et de la région (20 980 €). Inversement, leur taux de pauvreté s'élève, toujours en 2018, à 11,8 %, inférieur au taux départemental (13,8 %) et régional (16,8 %).

## Organisation

Logo utilisé de 2011 à 2015

Logo utilisé jusqu'en 2011

### Siège
Le siège de la communauté d'agglomération Rodez Agglomération est situé à Rodez, 17 rue Aristide Briand.

### Élus
La communauté d'agglomération est administrée par son conseil communautaire, composé pour la mandature 2020-2026 de 50 conseillers municipaux représentant chaque commune membre en fonction de sa population et répartis de la manière suivante :

- 21 délégués pour Rodez ;

- 10 délégués pour Onet-le-Château ;

- 6 délégués pour Luc-la-Primaube  ;

- 3 délégués pour Olemps, Sébazac-Concourès  et Druelle Balsac  ;

- 2 délégués pour Le Monastère et Sainte-Radegonde.
Au terme des élections municipales de 2020 dans l'Aveyron, le conseil communautaire renouvelé a réélu le 10 juillet 2020 son président, Christian Teyssèdre, maire de Rodez, ainsi que ses15 vice-présidents, dont les 7 autres maires de l'intercommunalité.
Le bureau de l'intercommunalité est constitué pour la mandature 2020-2026  du président, des 15 vice-présidents et d'un conseiller communautaire délégué.

### Liste des présidents
| Période                                  | Période                    | Identité                  | Étiquette               | Qualité                                                                                   |
| ---------------------------------------- | -------------------------- | ------------------------- | ----------------------- | ----------------------------------------------------------------------------------------- |
| Les données manquantes sont à compléter. |                            |                           |                         |                                                                                           |
| 1964                                     | 1965                       | Bertrand de Lapanouse     |                         | Président du district du Grand Rodez                                                      |
| 1965                                     | 1982                       | Roland Boscary-Monsservin |                         | Président du district du Grand Rodez                                                      |
| 1982                                     | 2008                       | Marc Censi                | UMP                     | Président du district du Grand Rodez puis de la communauté d'agglomération du Grand Rodez |
| avril 2008                               | juillet 2013               | Ludovic Mouly             | PS                      | Conseiller municipal de Rodez Démissionnaire                                              |
| juillet 2013                             | En cours (au 5 avril 2022) | Christian Teyssèdre       | PS, puis LREM, puis DVG | Ancien cadre Maire de Rodez (2008 → ) Réélu pour le mandat 2020-2026,                     |

### Compétences
La communauté d'agglomération exerce les compétences qui lui ont été transférées par les communes membres, dans les conditions déterminées par le code général des collectivités territoriales.

### Régime fiscal et budget
La Communauté d'agglomération est un établissement public de coopération intercommunale à fiscalité propre.
Afin de financer l'exercice de ses compétences, l'intercommunalité perçoit, comme l'ensemble des communautés d'agglomération, la fiscalité professionnelle unique (FPU) – qui a succédé à la taxe professionnelle unique (TPU) – et assure une péréquation de ressources entre les communes résidentielles et celles dotées de zones d'activité.
Elle perçoit également une taxe d'enlèvement des ordures ménagères (TEOM), qui finance le fonctionnement de ce service public.
Elle ne reverse pas de dotation de solidarité communautaire (DSC) à ses communes membres.

## Projets et réalisations

### Transports
La communauté d'agglomération est l'Autorité organisatrice de la mobilité du réseau des Transports en commun de Rodez. Elle est l'un des actionnaires de la SEM AIR 12, qui exploite l'aéroport de Rodez-Aveyron pour le compte de son propriétaire, le syndicat mixte pour l'aménagement et l'exploitation de l'aéroport de Rodez-Aveyron.

### Projets réalisés
- Maison commune emploi-formation (MCEF), rue Béteille à Rodez (inaugurée en mars 2013)
- Maison d'arrêt du Grand Rodez à Druelle (inaugurée en avril 2013)
- Extension de l'IUT de Rodez (Antenne de l'Université de Toulouse I - Capitole)
- Nouvel office de tourisme du Grand Rodez, Place de la Cité à Rodez (juillet 2013).
- Musée Soulages à Rodez (inaugurée le 30 mai 2014).

### Projets structurants 2015 - 2020

#### Projets en cours de réalisation
- Rodez : "Ville universitaire" avec le regroupement de l'Université Champollion à Saint-Éloi.
- Rénovation du quartier Paul Ramadier (Rodez)
- Parc des expositions à Malan (Luc-la-Primaube et Olemps).